# Wilhelm Mangold (musiker)
Johann Wilhelm Mangold, född den 19 november 1796 i Darmstadt, död där den 23 maj 1875, var en tysk musiker. Han var bror till Carl Amand Mangold.
Mangold var elev till abbé Vogler. Han fulländade sina studier vid konservatoriet i Paris under Cherubini och Rudolph Kreutzer.  Mangold vann som violinvirtuos under en konsertresa i Tyskland mycket bifall. Han blev storhertiglig hessisk hovkapellmästare 1825 och riddare av hessiska Ludvigsorden 1838. Han skrev kantater, stråkkvartetter, symfonier, operor och violinkompositioner.